# Пьотър Малаховски
Пьотър Малахо̀вски (на полски: Piotr Małachowski) е полски лекоатлет в дисциплината хвърляне на диск, сребърен медалист на летните олимпийски игри през 2008 година в Пекин и през 2016 година в Рио де Жанейро. Личното му постижение е на 71,84 метра на 8 юни 2013 годинав Хенгело, Нидерландия, което към септември 2016 г. го класира пети в класацията за всички времена в тази дисциплина. Като компенсация за относително по-ниския си ръст за спортист в тази дисциплина, Малаховски е смятан за един от най-бързите дискохвъргачи.
На 19 август 2008, Малаховски печели второ място на олимпиадата с хвърляне от 67,82 m, като завършва след Герд Кантер с резултат 68,82 m. На 23 май 2009, в Хале хвърля диска на 68,75 m, което е ново най-добро лично постижение и национален рекорд за Полша. През юли 2009 на Световното първенство по лека атлетика в Берлин с наранен пръст на ръката Малаховски прави хвърляне от 69,15 m (нов национален рекорд) и завършва втори след Кантер.
През 2010, в Диамантената лига на IAAF печели златото с резултат 68,78 m пред втория Кантер (67,69 m), и отново печели Британския Гран При с нов национален рекорд от 69.83 m.
На 13 август 2016, Малаховски печели втория си сребърен медал с хвърляне от 67,55 m, като изненадващо е победен от германеца Кристоф Хартинг с резултат 68,37 (личен рекорд). Скоро след спечелването на медала Малаховски обявява, че ще продаде на търг и с набраните средства ще подпомогне благотворително лечението на тригодишно момче с рядка форма на рак. Медалът е продаден на 27 август за 84 000 евро, по който повод спортистът в личния си профил в една от социалните мрежи пише, че сребърното му отличие „сега струва много повече, отколкото преди седмица“.